# Таурази
Таурази (итал. Taurasi) — коммуна в Италии, располагается в регионе Кампания, в провинции Авеллино. Известна как место производства одноимённого красного вина.
Население составляет 2749 человек, плотность населения составляет 196 чел./км². Занимает площадь 14 км². Почтовый индекс — 83030. Телефонный код — 0827.
Покровителем коммуны почитается святой Маркиан из Фридженто, празднование 14 июня.